# Йодлувка (річка)
Йодлувка (пол. Jodłówka) — гірська річка в Польщі, у Тарновському й Дембицькому повітах Малопольського й Підкарпатського воєводства. Ліва притока Вислоки, (басейн Балтійського моря).

## Опис
Довжина річки 14 км, найкоротша відстань між витоком і гирлом — 12,22  км, коефіцієнт звивистості річки — 1,15 . Формується притоками та багатьма безіменними струмками.

## Розташування
Бере початок на північно-західній стороні від села Свошова. Тече переважно на північний схід через Йодлову і у Дембожині впадає у річку Вислоку, праву притоку Вісли.

## Цікавий факт
- На лівому березі річки розташована Пасіка Йодлув'янка[3].